# Бездєнєжних Ігор Ігорович
Ігор Ігорович Бездєнєжних (нар. 15 грудня 1996, Уфа, Росія) — російський футболіст, півзахисник клубу «Уфа».

## Життєпис
Свій перший виступ провів 17 травня 2015-о року у зустірчі з санкт-петербурзьким «Зенітом».